# Coupe des nations de saut d'obstacles 2019
Navigation
Édition précédente Édition suivante
La Coupe des nations de saut d'obstacles 2019 est la 17e édition du circuit coupe des nations organisé par la FEI.

## Calendrier et résultats

### Europe, Division 1
| Date                  | Ville      | Pays        | Type    | Équipe vainqueur |
| --------------------- | ---------- | ----------- | ------- | ---------------- |
| 16 au 19 mai 2019     | La Baule   | France      | CSIO-5* | Suisse           |
| 30 mai au 2 juin 2019 | Saint-Gall | Suisse      | CSIO-5* | France           |
| 13 au 16 juin 2019    | Sopot      | Pologne     | CSIO-5* | Belgique         |
| 20 au 23 juin 2019    | Geesteren  | Pays-Bas    | CSIO-5* | Brésil           |
| 11 au 14 juillet 2019 | Falsterbo  | Suède       | CSIO-5* | Suède            |
| 25 au 28 juillet 2019 | Hickstead  | Royaume-Uni | CSIO-5* | Suède            |
| 7 au 11 août 2019     | Dublin     | Irlande     | CSIO-5* | Royaume-Uni      |

### Europe, Division 2
| Date                  | Ville   | Pays  | Type    | Équipe vainqueur |
| --------------------- | ------- | ----- | ------- | ---------------- |
| 25 au 28 juillet 2019 | Athènes | Grèce | CSIO-5* | Norvège          |

### Amérique du Nord, Amérique centrale et Caraïbes
| Date                  | Ville      | Pays       | Type    | Équipe vainqueur |
| --------------------- | ---------- | ---------- | ------- | ---------------- |
| 13 au 17 février 2019 | Wellington | États-Unis | CSIO-5* | Mexique          |
| 2 au 5 mai 2019       | Coapexpan  | Mexique    | CSIO-5* | Mexique          |
| 28 mai au 2 juin 2019 | Langley    | Canada     | CSIO-5* | Canada           |

### Moyen-Orient
| Date                  | Ville     | Pays                | Type    | Équipe vainqueur |
| --------------------- | --------- | ------------------- | ------- | ---------------- |
| 20 au 23 février 2019 | Abou Dabi | Émirats arabes unis | CSIO-5* | Allemagne        |

### Finale

#### Résultat
| Date                | Ville     | Pays    | Type    | Équipe vainqueur |
| ------------------- | --------- | ------- | ------- | ---------------- |
| 3 au 6 octobre 2019 | Barcelone | Espagne | CSIO-5* | Irlande          |